# Mykhaylo Kaluhin
Mykhaylo Kaluhin (tiếng Ukraina: Михайло Петрович Калугін; sinh ngày 20 tháng 11 năm 1994) là một cầu thủ bóng đá Ukraina. Anh là một hậu vệ thi đấu cho Torpedo-BelAZ Zhodino.
Vào tháng 2 năm 2016 anh ký bản hợp đồng 2 năm cùng với câu lạc bộ Giải bóng đá ngoại hạng Belarus Krumkachy Minsk.